# Лиманська сільська рада (Зміївський район)
Лима́нська сільська́ ра́да — адміністративно-територіальна одиниця та орган місцевого самоврядування у Зміївському районі Харківської області. Адміністративний центр — село Лиман.

## Загальні відомості
- Лиманська сільська рада утворена в 1920 році.
- Територія ради: 75,621 км²
- Населення ради: 4 184 особи (станом на 2001 рік)
- Водоймища На території цієї ради: озера Чайки, Светличне, Комишевате.

## Населені пункти
Сільській раді підпорядковані населені пункти:
- с. Лиман

## Склад ради
Рада складалася з 20 депутатів та голови.
- Голова ради: Бутко Олександр Володимирович
- Секретар ради: Гунько Лариса Миколаївна

### Керівний склад попередніх скликань
| Прізвище, ім'я, по батькові   | Основні відомості                                                         | Дата обрання | Дата звільнення |
| ----------------------------- | ------------------------------------------------------------------------- | ------------ | --------------- |
| Щербак Тетяна Миколаївна      | Сільський голова, 1959 року народження                                    | 26.03.2006   | 31.10.2010      |
| Бутко Олександр Володимирович | Сільський голова, 1975 року народження, освіта вища, член Партії регіонів | 31.10.2010   |                 |

Примітка: таблиця складена за даними сайту Верховної Ради України

### Депутати
За результатами місцевих виборів 2010 року депутатами ради стали:

#### За суб'єктами висування
| Суб'єкт висування | Кількість обраних депутатів | %  |
| ----------------- | --------------------------- | -- |
| Партія регіонів   | 16                          | 80 |
| Самовисування     | 4                           | 20 |

#### За округами
| № округу        | Прізвище, ім'я, по батькові   | Дата визнання обраним | Освіта             | Партійна приналежність | Відомості про обраного депутата                                                                 |
| --------------- | ----------------------------- | --------------------- | ------------------ | ---------------------- | ----------------------------------------------------------------------------------------------- |
| Партія регіонів |                               |                       |                    |                        |                                                                                                 |
| 2               | Ємець Михайло Микитович       | 02.11.2010            | середня            | член Партії регіонів   | Зміївська ТЕС, робітник                                                                         |
| 3               | Тімофєєва Ольга Володимирівна | 02.11.2010            | вища               | член Партії регіонів   | ФОП Тімофєєва                                                                                   |
| 4               | Костенко Богдан Іванович      | 02.11.2010            | вища               | член Партії регіонів   | районний відділ управління МВС у Зміївському районі, помічник дільничного інспектора            |
| 5               | Дідьонов Віктор Андрійович    | 02.11.2010            | середня            | член Партії регіонів   | Зміївська ТЕС, слюсар- ремонтник                                                                |
| 7               | Зубенко Олександр Іванович    | 02.11.2010            | вища               | член Партії регіонів   | ФОП Зубенко                                                                                     |
| 8               | Вировська Олена Михайлівна    | 02.11.2010            | вища               | член Партії регіонів   | Лиманська загальноосвітня школа І-ІІІ ст., вчитель фізичної культури                            |
| 9               | Гунько Лариса Миколаївна      | 02.11.2010            | вища               | член Партії регіонів   | Лиманська сільська рада, секретар                                                               |
| 10              | Рябуха Людмила Миколаївна     | 02.11.2010            | вища               | член Партії регіонів   | Лиманська загальноосвітня школа І-ІІІ ст., вчитель історії та правознавства                     |
| 11              | Стебло Микола Миколайович     | 02.11.2010            | незакінчена вища   | член Партії регіонів   | ФОП Стебло                                                                                      |
| 12              | Семенко Людмила Іванівна      | 02.11.2010            | вища               | член Партії регіонів   | Українське державне підприємство поштового зв'язку «Укрпошта», завідувачка поштового відділення |
| 13              | Гринько Олександр Федорович   | 02.11.2010            | середня спеціальна | член Партії регіонів   | ВАТ «Укртелеком», електромонтер зв'язку                                                         |
| 15              | Корнієнко Павло Іванович      | 02.11.2010            | середня спеціальна | член Партії регіонів   | ВАТ «Ощадбанк» Україна м. Зміїв, інкасатор — водій                                              |
| 17              | Різван Володимир Миколайович  | 02.11.2010            | середня            | член Партії регіонів   | тимчасово не працює                                                                             |
| 18              | Семенко Людмила Михайлівна    | 02.11.2010            | вища               | член Партії регіонів   | Лиманська сільська рада, спеціаліст ІІ категорії по призначенню субсидій                        |
| 19              | Корнієнко Віта Василівна      | 02.11.2010            | середня спеціальна | член Партії регіонів   | тимчасово не працює                                                                             |
| 20              | Христосов Григорій Кузьмич    | 02.11.2010            | середня спеціальна | член Партії регіонів   | ФОП Христосов                                                                                   |
| Самовисування   |                               |                       |                    |                        |                                                                                                 |
| 1               | Ковальов Максим Вікторович    | 02.11.2010            | вища               | позапартійний          | Планово-виробнича служба ЗАТ завод «Елокс», начальник                                           |
| 6               | Лимаренко Ольга Василівна     | 31.03.2014            | середня            | позапартійна           | тимчасово не працює                                                                             |
| 14              | Зубенко Ганна Василівна       | 02.11.2010            | середня спеціальна | позапартійна           | Лиманська сільська рада, касир                                                                  |
| 16              | Сіроха Олександр Михайлович   | 02.11.2010            | середня спеціальна | позапартійний          | Андріївське лісництво Балакліївського держлісгоспу, майстер лісу                                |